# Europe Échecs
Europe Échecs è una rivista scacchistica mensile edita in lingua francese dal 1959.
Fu fondata da Raoul Bertolo, allora presidente della Federazione scacchistica della Francia, in sostituzione della precedente rivista l'Échiquier de Turenne. Dal 1985 al 1997 fu diretta da Jean-Claude Fasquelle. Dal 1997 al 2019 è stata diretta dal Grande maestro Bachar Kouatly, che ha poi ceduto la direzione a favore del figlio Sami Kouatly.
La rivista ha diffusione internazionale e pubblica resoconti dettagliati dei principali tornei francesi, europei e mondiali. La veste grafica è particolarmente curata e sono riportate molte partite, analizzate spesso dagli stessi maestri che le hanno giocate. Completano la rivista articoli di teoria e storici, esercizi tattici e annunci di futuri tornei.
La rivista è stampata nel formato di 21 x 29 cm ed è venduta nelle principali edicole (11 numeri all'anno), oppure per abbonamento.
La rivista è attiva anche nel campo della didattica e dell'organizzazione di eventi legati agli scacchi.